# Navacarros
Navacarros ist ein Ort und eine westspanische Gemeinde (municipio) mit 133 Einwohnern (Stand: 2024) in der Provinz Salamanca in der Autonomen Region Kastilien-León.
Zur Gemeinde gehören neben dem Ort Navacarros noch die Ortschaft Vistahermosa. Der Verwaltungssitz befindet sich in Navacarros.

## Lage
Navacarros liegt etwa 65 Kilometer südlich von Salamanca und etwa 200 Kilometer westlich von Madrid in einer Höhe von ca. 1120 m am Río Frío. 
Das Klima im Winter ist kühl, im Sommer dagegen durchaus warm; die Niederschlagsmengen (838 mm) fallen – mit Ausnahme der nahezu regenlosen Sommermonate – verteilt übers ganze Jahr.

## Bevölkerungsentwicklung
| Jahr      | 1970 | 1981 | 1991 | 2001 | 2011 | 2021 |
| Einwohner | 248  | 136  | 95   | 134  | 132  | 121  |

Der deutliche Bevölkerungsrückgang seit den 1950er Jahren ist im Wesentlichen auf die Mechanisierung der Landwirtschaft sowie auf die Aufgabe von bäuerlichen Kleinbetrieben und den damit einhergehenden Verlust an Arbeitsplätzen zurückzuführen (Landflucht).

## Sehenswürdigkeiten
- Kirche Mariä Himmelfahrt (Iglesia de Nuestra Señora de la Asunción)

## Persönlichkeiten
- Pedro Dorado Montero (1861–1919), Jurist und Kriminologe